# Lee Wong-jae
Lee Wong-jae (* 17. Oktober 1986) ist ein ehemaliger südkoreanischer Radrennfahrer.
Lee wurde 2004 bei den Asia Junior Games in Yokkaichi Zweiter im Straßenrennen. 2005 gewann er eine Etappe bei der Tour de Korea. In der Saison 2007 gewann er eine Etappe beim Ho Chi Minh City Television Cup und eine Etappe bei der Cepa Tour. Im Februar 2008 gewann er eine Etappe bei der Tour de Langkawi. Nach Ablauf der Saison 2014 beendete er seine Radsportkarriere.

## Erfolge
2005
- eine Etappe Tour de Korea

2007
- eine Etappe Cepa Tour

2008
- eine Etappe Tour de Langkawi

## Teams
- 2005 Purapharm (ab 01.07.)
- 2008 Seoul Cycling
- 2011 Seoul Cycling Team
- 2012 Seoul Cycling Team
- 2013 Seoul Cycling Team
- 2014 Korail Cycling Team